# Checoslovaquia en los Juegos Paralímpicos
Checoslovaquia en los Juegos Paralímpicos estuvo representada por el Comité Paralímpico Checoslovaco.
Checoslovaquia participó en cuatro ediciones de los Juegos Paralímpicos de Verano, la primera presencia de la delegación checoslovaca en estos Juegos tuvo lugar en Heidelberg 1972. El país obtuvo un total de 17 medallas en las ediciones de verano: 4 de oro, 5 de plata y 8 de bronce.
En los Juegos Paralímpicos de Invierno Checoslovaquia participó en cinco ediciones, siendo Örnsköldsvik 1976 la primera aparición de la delegación checoslovaca en estos Juegos. El país consiguió un total de 10 medallas en las ediciones de invierno: 3 de oro, 5 de plata y 2 de bronce.

## Medallero

### Por edición
| Evento                                | Oro | Plata | Bronce | Total |
| ------------------------------------- | --- | ----- | ------ | ----- |
| Heidelberg 1972                       | 0   | 0     | 1      | 1     |
| Toronto 1976                          | –   | –     | –      | –     |
| Arnhem 1980                           | 0   | 1     | 1      | 2     |
| Nueva York 1984 Stoke Mandeville 1984 | –   | –     | –      | –     |
| Seúl 1988                             | 0   | 1     | 0      | 1     |
| Barcelona 1992                        | 4   | 3     | 6      | 13    |
| TOTAL                                 | 4   | 5     | 8      | 17    |

| Evento            | Oro | Plata | Bronce | Total |
| ----------------- | --- | ----- | ------ | ----- |
| Örnsköldsvik 1976 | 3   | 0     | 0      | 3     |
| Geilo 1980        | 0   | 1     | 0      | 1     |
| Innsbruck 1984    | 0   | 0     | 0      | 0     |
| Innsbruck 1988    | 0   | 0     | 0      | 0     |
| Albertville 1992  | 0   | 4     | 2      | 6     |
| TOTAL             | 3   | 5     | 2      | 10    |

### Por deporte
| Evento    | Oro | Plata | Bronce | Total |
| --------- | --- | ----- | ------ | ----- |
| Atletismo | 4   | 2     | 6      | 12    |
| Ciclismo  | 0   | 2     | 0      | 2     |
| Natación  | 0   | 1     | 1      | 2     |
| Voleibol  | 0   | 0     | 1      | 1     |
| TOTAL     | 4   | 5     | 8      | 17    |

| Evento         | Oro | Plata | Bronce | Total |
| -------------- | --- | ----- | ------ | ----- |
| Esquí alpino   | 3   | 4     | 1      | 8     |
| Esquí de fondo | 0   | 1     | 1      | 2     |
| TOTAL          | 3   | 5     | 2      | 10    |